# Jonas Schlagowsky
Jonas Schlagowsky (* 1987 in Wilhelmshaven) ist ein deutscher Schauspieler.
Jonas Schlagowsky ist in Sillenstede aufgewachsen und fand in der Theater AG des Mariengymnasium Jever zur Schauspielerei. Nach dem Abitur studierte er Schauspiel an der Hochschule für Musik und Darstellende Kunst in Frankfurt am Main.
Schon während seines Studiums spielte er am Schauspiel Frankfurt Richard in DNA von Dennis Kelly in der Regie von Robert Schuster. Diese Inszenierung wurde mit dem Günther-Rühle-Preis 2011 für die beste schauspielerische Ensembleleistung bei der Woche junger Schauspieler in Bensheim ausgezeichnet. Jonas Schlagowsky gastierte neben dem Schauspiel Frankfurt auch an der Landesbühne Marburg, dem Theater Heidelberg, sowie dem Schauspielhaus Zürich, wo er mit Christian Stückl zusammenarbeitete. Sein erstes Festengagement trat Jonas Schlagowsky 2012 am Saarländischen Staatstheater an.
2013 bis 2019 war Jonas Schlagowsky festes Ensemblemitglied am Deutschen Nationaltheater Weimar. Hier spielte er u. a. Hamlet in der Regie von Robert Schuster, Ferdinand in Kabale und Liebe, Ernesto Roma in Der aufhaltsame Aufstieg des Arturo Ui, Malvolio in Was ihr wollt, Debuisson in Heiner Müllers Auftrag und in der Wallenstein-Trilogie in der Regie von Hasko Weber. Für seine Darstellung des Demetrius im Sommernachtstraum wurde er 2016 in der Kritikerumfrage der Zeitschrift Theater heute als Nachwuchsschauspieler des Jahres nominiert.
Jonas Schlagowsky spielte über 170 Vorstellungen des Klassenzimmerstücks Deine Helden – Meine Träume von Karen Köhler in Schulen in Weimar und ganz Thüringen. Ziel war es innerhalb der Vorstellungen im Klassenzimmer und in den darauffolgenden Nachgesprächen Jugendliche zu den Themen Rechtsextremismus und Rassismus zu sensibilisieren.
Seit 2015 ist Jonas Schlagowsky Teil der Kula Compagnie mit Schauspielern aus Frankreich, Israel, Afghanistan und Italien. Die transnationalen Theatergruppe führte ihn zu Gastspielen nach Serbien, Italien, Frankreich, Österreich und der Schweiz.
2014 hatte Jonas Schlagowsky im Saarbrücker Tatort Adams Alptraum eine Episodenhauptrolle.